# Geremia Bettini
Geremia Bettini (Trecate, Novara, Italia, ¿1823/1821?-Novara, 24 de abril de 1865), fue un tenor italiano.
Su biografía presenta actualmente datos poco claros, que se confunden con la del también tenor Alessandro Bettini, al parecer su hermano, de vida y carrera mucho más larga, pero menos exitosa.
El primer gran éxito de Geremia Bettini tuvo lugar en 1850 en Marsella. En 1853 debutó en la Scala de Milán en la parte de Manrico de Il trovatore, cantando en ese teatro en los años sucesivos Norma, Lucrezia Borgia, Otello y L'Assedio di Corinto. En 1859 cantó también en el Teatro Comunale de Bolonia (Lucrezia Borgia).
Fuera de Italia disfrutó de una exitosa carrera internacional, frecuentando los teatros de San Petersburgo, Edimburgo, Viena y París. Al parecer, formó parte, junto a su hermano, de la compañía de ópera de James Henry Mapleson en el Her Majesty's Theatre de Londres, en 1863.  En España cantó muy frecuentemente en el Teatro Real de Madrid, donde la crítica local quiso crear una rivalidad artística con el tenor Gaetano Fraschini.
Poseía una voz potente y expansiva, con entonación clara y viva, incluso en los agudos, muy adecuada para las obras de Verdi, especialmente Ernani e Il trovatore, aunque incluyó en su repertorio obras más belcantistas, como El barbero de Sevilla, Norma, Lucia di Lammermoor o La favorita, en las que obtenía inflexiones y matices de particular dulzura.